# ルドルフ 赤鼻のトナカイ
ルドルフ 赤鼻のトナカイ（ルドルフ あかはなのトナカイ、原題: Rudolph the Red-Nosed Reindeer）は、ロバート・L・メイによる童話、およびそれを原作とした人形アニメ。

## 原作
1938年ロバート・L・メイ（Robert L. May）が娘のために書いた詩を元に、1939年にシカゴの通信販売会社モンゴメリー・ウォード（Montgomery Ward）社によって同社の宣伝用の児童書が書かれ、250万部のベストセラーとなった。同書は1946年に再発行され、さらに350万部を発行した。

### あらすじ
その年のクリスマスの夜は霧で視界が悪かった。街の明かりを頼りにいつものようにプレゼントを配っていたサンタだが、夜もふけるとやがて街の明かりも消えてしまう。暗闇の中、迷子になり、子どもたちの部屋に入っても滑って転び、このままでは夜明けまでに間に合いそうない。
憂鬱な気持ちのまま、トナカイの子の部屋に入ると何故かほんのりと明るい。その明かりは部屋の主のトナカイの子の鼻から発せられていた。憂鬱だった心が幸福に染まり、サンタはそのトナカイの子を起こし協力をお願いする。
トナカイの子「ルドルフ」は赤くて大きくて光るその鼻をいつもトナカイ仲間の子たちにバカにされていたというのにまさかサンタにお願いされるとはと喜んで引き受け、サンタのトナカイのリーダーとしてソリを引く事となる。
ルドルフの鼻を明かりにするという目論見は上手くいき、夜明け前にプレゼントを無事配り終える。ルドルフの故郷ではルドルフが家族に当てて残した置手紙で事情を知った住人達がルドルフの帰りを待っていた。皆が待つ中、帰還したルドルフをサンタが褒めたたえるとルドルフの全身は真っ赤に染まり、街の住人はルドルフを英雄として讃える。
その後も視界の悪い夜にはルドルフが活躍をすることとなった。

## 楽曲
1948年、この物語を元にクリスマスソングが作られた。

## 人形劇アニメ

### テレビ
1964年12月6日、ランキン・バス・プロダクション製作による同名の1時間のパペットアニメーションがNBCで初放送された。現在はCBSで毎年放送されている。
日本人スタッフが複数参加している。撮影も日本のMOMプロダクション（人形アニメ作家の持永只仁が設立）で行われた。
日本では、1967年12月24日にNHKで『赤鼻のトナカイ』として放送された。現在は『ルドルフ 赤鼻のトナカイ』として、NHKのほか、カートゥーン ネットワークでも放送されている。
DVDはアメリカで毎年100万枚以上が売れ、総売上は1200万枚以上に達する。日本では、2004年に放送開始40年を記念してDVDが発売された。

#### 声の出演
| 役名                           | 原語版声優                 | 日本語吹替 | 日本語吹替 | 日本語吹替                 |
| 役名                           | 原語版声優                 | NHK旧版    | DVD版      | NHK新版                    |
| ------------------------------ | -------------------------- | ---------- | ---------- | -------------------------- |
| 雪だるまのサム                 | バール・アイヴス           | 小山田宗徳 | 上田敏也   | 西村知道                   |
| ルドルフ                       | ビリー・メイ・リチャーズ   | 田上和枝   | 折笠愛     | くまいもとこ               |
| ハーミー                       | ポール・ソールズ           | 八代駿     | 津久井教生 | 高坂宙                     |
| ユーコン・コーネリアス         | ラリー・マン               |            | 広瀬正志   | 木村雅史                   |
| サンタクロース                 | スタン・フランシス         | 小林修     | 北川勝博   | 中村浩太郎                 |
| クラリス                       | ジャニス・オレンシュタイン | 松尾佳子   | 松井菜桜子 | 南波ゆき                   |
| ドナー（ルドルフの父）         | ポール・クリグマン         | 愛川欽也   |            | 越後屋コースケ             |
| ミセス・ドナー（ルドルフの母） | ペグ・ディクソン           | 花形恵子   |            | 桜岡あつこ                 |
| 雪男                           | ラリー・マン               |            |            | 原語流用                   |
| コメット                       | ポール・クリグマン         |            |            | 左座翔丸                   |
| ファイヤーボール               | アルフィー・スコップ       |            |            | 寺井大樹                   |
| 妖精の親方                     | カール・バナス             |            |            | 辻親八                     |
| クラリスのパパ                 | バーナード・コーワン       |            |            | 烏田裕志                   |
| トナカイの女の子               |                            |            |            | 久遠エリサ 佐野愛 寺西はる |

- NHK旧版：初放送1967年12月24日。
- NHK新版：初放送2022年12月24日。

#### スタッフ
- 原作：ロバート・メイ
- 製作プロデューサー：アーサー・ランキン・Jr、ジルース・バス
- 監督：長島喜三、ラリー・レーマ
- 脚本：ロメオ・ミューラー
- 音楽：マウリー・ローズ
- アニメーション制作：持永只仁・MOMプロ
- 人形制作：小室一郎

### 映画
1976年には、続編『赤鼻のトナカイ ルドルフ物語』 (Rudolph's Shiny New Year) が日米合作作品として制作され、1976年12月10日にABCで初放送された。この作品もランキン・バス・プロダクションが参加している。
日本では、同年12月4日に共同映画全国系列会議の配給で劇場公開された。1979年12月24日には、テレビ朝日の『クリスマス・テレビ・スペシャル』でテレビ放送もされた。放送時間は17:00-17:55（JST）。

#### 声の出演
| 役名           | 原語版声優               | 日本語吹替                                     | 日本語吹替   |
| 役名           | 原語版声優               | 劇場公開版                                     | テレビ朝日版 |
| -------------- | ------------------------ | ---------------------------------------------- | ------------ |
| 時の神様       | レッド・スケルトン       | 熊倉一雄                                       | 熊倉一雄     |
| ルドルフ       | ビリー・リチャーズ       | 内海敏彦                                       | 大竹しのぶ   |
| サンタクロース | ポール・フリーズ         | 滝口順平                                       | 滝口順平     |
| イーオン       | ポール・フリーズ         | 大塚周夫                                       | 大塚周夫     |
| ビックベン     | ハロルド・ピアリー       | 大木民夫                                       | 大木民夫     |
| 百万           | モーリー・アムステルダム | 雨森雅司                                       | 雨森雅司     |
| ラクダ         |                          | 北村弘一                                       | 千葉順二     |
| ハッピー       | アイリス・レイナー       | 貴家堂子                                       | 麻上洋子     |
| チクタク将軍   | ポール・フリーズ         | 増岡弘                                         | 石井敏郎     |
| 1023年         |                          |                                                | 北村弘一     |
| 乳母           | アイリス・レイナー       | 芝田清子                                       | 湖池千文     |
| 王子           | ドン・メシック           | 谷口節                                         | 田中秀幸     |
| 六さん         |                          |                                                | 増岡弘       |
| 父グマ         | ドン・メシック           | 広瀬正志                                       | 川津祐介     |
| 母グマ         | アイリス・レイナー       | 川端美津子                                     | 川津愛沙     |
| 赤ちゃんグマ   | レッド・スケルトン       |                                                | 川津花       |
| ナレーター     | レッド・スケルトン       |                                                | 西田敏行     |
| コーラス       |                          | ムーン・ドロップス ロイヤルナイツ 劇団こまどり | サーカス     |

- 劇場公開版：VHS（LD）収録。型番：AK035-1003H
- テレビ朝日版：VHS（LD）収録。型番：TOVA-1088

#### スタッフ
- 製作・監督：アーサー・ランキン・Jr.、ジュリース・バス、河野秋和
- 脚本：ロメオ・ミューラー
- 撮影：高森菱児、増沢張西
- 音楽：ジョニー・マークス
- 美術：平川透徹
- 照明：渡辺勝二
- 編集：矢走直子
- アニメーター：田畑博司、荒木靖一
- 特殊造形：小室一郎
- 製作担当：近藤厳

| テレビ朝日 クリスマス・テレビ・スペシャル | テレビ朝日 クリスマス・テレビ・スペシャル | テレビ朝日 クリスマス・テレビ・スペシャル |
| 前番組                                    | 番組名                                    | 次番組                                    |
| ----------------------------------------- | ----------------------------------------- | ----------------------------------------- |
| 町一番のけちんぼう （1978年）             | 赤鼻のトナカイ ルドルフ物語 （1979年）    | ピノキオのクリスマス （1980年）           |